# Віссам Бен Єддер
Віссам Бен Єддер (фр. Wissam Ben Yedder, нар. 12 серпня 1990, Сарсель) — французький футболіст туніського походження, нападник клубу «Монако».

## Ігрова кар'єра
У дорослому футболі дебютував 2009 року виступами за команду клубу «Альфорвіль», в якій провів один сезон, взявши участь у 23 матчах чемпіонату. Більшість часу, проведеного у складі «Альфорвіля», був основним гравцем команди. У складі команди був одним з головних бомбардирів, маючи середню результативність на рівні 0,39 голу за гру першості.
До складу клубу «Тулуза» приєднався 2010 року. У складі «Тулузи» чотири сезони поспіль (з 2012/13 по 2015/16) був найкращим бомбардиром клубу та тричі потрапляв до п'ятірки найкращих бомбардирів чемпіонату.
У серпні 2016 року підписав контракт з іспанським клубом «Севілья». У складі «Севільї» двічі доходив до чвертьфіналів єврокубків: у Лізі чемпіонів 2017—2018 та Лізі Європи 2018—2019, в обох випадках потрапляючи до п'ятірки найкращих бомбардирів турніру. У сезоні 2018—2019 увійшов до п'ятірки найкращих бомбардирів іспанського чемпіонату.
14 серпня 2019 повернувся до французького чемпіонату, приєднавшись до «Монако». Вартість трансфера склала 40 мільйонів євро. У монегаському клубі Бен Єддер склав атакувальний дует з Ісламом Слімані. За підсумками сезону Ліги 1 2019/20 став найкращим бомбардиром чемпіонату спільно з Кіліаном Мбаппе, забивши 18 голів у 26 матчах. Після завершення чемпіонату Франції 2023/24 піднявся на друге місце у списку бомбардирів «Монако» в історії (120 голів).

## Виступи за збірну
Під час виступів за «Альфорвіль» викликався у збірну Франції з футзалу.
2012 року залучався до складу молодіжної збірної Франції. На молодіжному рівні зіграв у 9 матчах.
З 2018 року викликається до національної збірної Франції. Станом на 16 серпня 2022-го провів за головну команду країни 19 матчів та забив 3 голи.

## Статистика виступів

### Статистика клубних виступів
| Клуб               | Сезон              | Ліга | Ліга  | Кубок | Кубок | Єврокубки | Єврокубки | Загалом | Загалом |
| Клуб               | Сезон              | Ігор | Голів | Ігор  | Голів | Ігор      | Голів     | Ігор    | Голів   |
| ------------------ | ------------------ | ---- | ----- | ----- | ----- | --------- | --------- | ------- | ------- |
| «Альфорвіль»       | 2009-10            | 23   | 9     | 0     | 0     | -         | -         | 23      | 9       |
| «Альфорвіль»       | Загалом            | 23   | 9     | 0     | 0     | -         | -         | 23      | 9       |
| «Тулуза»           | 2010-11            | 4    | 0     | 1     | 0     | -         | -         | 5       | 0       |
| «Тулуза»           | 2011-12            | 9    | 1     | 2     | 0     | -         | -         | 11      | 1       |
| «Тулуза»           | 2012-13            | 34   | 15    | 3     | 0     | -         | -         | 35      | 13      |
| «Тулуза»           | 2013-14            | 38   | 16    | 4     | 1     | -         | -         | 42      | 17      |
| «Тулуза»           | 2014-15            | 36   | 14    | 2     | 1     | -         | -         | 38      | 15      |
| «Тулуза»           | 2015-16            | 35   | 17    | 6     | 6     | -         | -         | 41      | 23      |
| «Тулуза»           | Загалом            | 156  | 63    | 18    | 8     | -         | -         | 174     | 71      |
| «Севілья»          | 2016-17            | 30   | 11    | 4+2   | 5+0   | 5         | 2         | 41      | 18      |
| «Севілья»          | 2017-18            | 25   | 9     | 6     | 3     | 11        | 10        | 43      | 22      |
| «Севілья»          | 2018-19            | 35   | 18    | 5+1   | 2+0   | 13        | 10        | 57      | 31      |
| «Севілья»          | Загалом            | 90   | 38    | 15+3  | 10+0  | 29        | 22        | 137     | 70      |
| «Монако»           | 2019-20            | 26   | 18    | 3+2   | 1+0   | -         | -         | 31      | 19      |
| «Монако»           | 2020-21            | 37   | 20    | 4     | 2     | -         | -         | 41      | 22      |
| «Монако»           | 2021-22            | 37   | 25    | 4     | 5     | 11        | 2         | 52      | 32      |
| «Монако»           | 2022-23            | 32   | 19    | 1     | 1     | 10        | 5         | 43      | 25      |
| «Монако»           | 2023-24            | 32   | 16    | 2     | 4     | -         | -         | 34      | 20      |
| «Монако»           | Загалом            | 164  | 98    | 16    | 13    | 21        | 7         | 201     | 120     |
| Загалом за кар'єру | Загалом за кар'єру | 433  | 208   | 47+5  | 31+0  | 50        | 29        | 535     | 268     |

## Титули і досягнення
- Переможець Ліги націй УЄФА: 2021-22
- Найкращий бомбардир Чемпіонату Франції (1):

«Монако»: 2019-20